# رويال سبراغ
رويال سبراغ هو قاضي وسياسي أمريكي، ولد في 23 يناير 1814 في نيو هافن في الولايات المتحدة، وتوفي في 24 فبراير 1872 في ساكرامنتو في الولايات المتحدة. نشط حزبياً في الحزب الديمقراطي. وقد انتخب عضو مجلس ولاية كاليفورنيا ‏.